# Strelča
Strelča (bulharsky Стрелча) je město ve středním Bulharsku, ležící na jižních svazích Sredné gory. Žije tu přibližně 4 000 obyvatel.
Jde o správní středisko stejnojmenné obštiny v Pazardžické oblasti.

## Historie
Město vzniklo v podhradí pevnosti Strelčansko Kale doložené ve 14. století. V pozdějších dobách se toto prosperující město nazývalo Strelec, z čehož se vyvinulo současné jméno. Oficiálně je městem od roku 1969, kdy také získalo lázeňský statut.

## Obyvatelstvo
K 15. září 2024 ve městě žilo 3 994 obyvatel a bylo zde trvale hlášeno 4 130 obyvatel. Podle sčítáníi 1. února 2011 bylo národnostní složení následující:
- Bulhaři: 2 978 (91.3 %)
- Romové: 274 (8.4 %)
- ostatní[p 2]: 10 (0.3 %)